# Oxacis marianna
Oxacis marianna là một loài bọ cánh cứng trong họ Oedemeridae. Loài này được Arnett miêu tả khoa học năm 1970.